# East Prairie
East Prairie ist eine City im Mississippi County im Südosten des US-amerikanischen Bundesstaates Missouri. Das U.S. Census Bureau hat bei der Volkszählung 2020 eine Einwohnerzahl von 2943 ermittelt.

## Geografie
East Prairie liegt auf 36° 46′ 46″ nördlicher Breite und 89° 23′ 5″ westlicher Länge.
Die Stadt hat eine Fläche von 3,3 km², die ausnahmslos Landflächen beinhaltet.

## Demografie
Bei der Volkszählung im Jahre 2000 wurde eine Einwohnerzahl von 3227 ermittelt. Diese verteilten sich auf 1333 Haushalte in 906 Familien. Die Bevölkerungsdichte lag bei 973,4/km². Es gab 1418 Gebäude, was einer Dichte von 427,7/km² entspricht. 
Die Bevölkerung bestand im Jahre 2000 aus 95,79 % Weißen, 2,26 % Afroamerikanern, 0,65 % Indianern, 0,06 % Asiaten und 0,28 % anderen. 0,96 % gaben an, von mindestens zwei dieser Gruppen abzustammen. 0,77 % der Bevölkerung bestand aus Hispanics, die verschiedenen der genannten Gruppen angehörten.
26,9 % waren unter 18 Jahren, 10,1 % zwischen 18 und 24, 26,6 % von 25 bis 44, 22,0 % von 45 bis 64 und 14,5 % 65 und älter. Das durchschnittliche Alter lag bei 34 Jahren. Auf 100 Frauen kamen statistisch 84,3 Männer, bei den über 18-Jährigen 78,5.
Das durchschnittliche Einkommen lag bei $19.825, das durchschnittliche Familieneinkommen bei $24.063. Das Einkommen der Männer lag durchschnittlich bei $24.494, das der Frauen bei $16.284. Das Pro-Kopf-Einkommen lag bei $10.912. Rund 25,6 % der Familien und 30,1 % der Gesamtbevölkerung lagen mit ihrem Einkommen unter der Armutsgrenze.

## Persönlichkeiten
- Shelby D. Hunt (1939–2022), Organisationstheoretiker und Professor für Marketing